# Cross File Transfer
 (septembre 2010).
Si vous disposez d'ouvrages ou d'articles de référence ou si vous connaissez des sites web de qualité traitant du thème abordé ici, merci de compléter l'article en donnant les références utiles à sa vérifiabilité et en les liant à la section « Notes et références ».
Pour les articles homonymes, voir CFT.
CFT (Cross File Transfer) est un logiciel de transfert de fichiers développé par la société Axway, créé par Crédintrans puis cédé à Axway. On parle également de "moniteur" de transfert de fichier.
CFT et Inter.Pel(Pelican), sont désormais connus sous les noms de Axway Transfer CFT, Axway Transfer InterPEL, anciennement appelé XFB (Axway File Broker). 
CFT est utilisé dans les systèmes informatiques complexes et multi plates-formes qui souhaitent transmettre des fichiers en appliquant des contrôles (sécurité, accusé de réception, reprise après interruption, traçage des erreurs).
Historiquement, CFT utilisait le protocole X.25 notamment sur le réseau Transpac. Depuis 1992, Transfer CFT fonctionne sur TCP/IP et est donc utilisé sur n'importe quel réseau IP (par exemple Internet) et ce de manière sécurisée.
CFT utilise des protocoles d'échanges comme PESIT, ETEBAC3 (protocoles français utilisés pour les échanges bancaires), mais aussi OFTP (protocole du secteur automobile) ce qui le rend compatible avec d’autres produits comme Inter.Pel, Connect:Express, Pelican, etc.

## Utilisation
À l'instar de FTP, CFT sert à envoyer des fichiers vers une machine distante. Mais à la différence de celui-ci, Transfer CFT est un moniteur qui supervise les transferts de fichiers et fournit un ensemble de fonctionnalités permettant de fiabiliser les interactions à base de fichiers. Ainsi, Transfer CFT gère nativement la reprise des transferts interrompus, le déclenchement des processus distants, le renommage des fichiers selon un protocole spécifique, l'application des politiques de sécurité et la transposition des tables de caractères (ASCII vers EBCDIC par exemple). C'est donc un outil qui permet d'émettre et de recevoir des fichiers de façon fiable. De plus, l'ensemble des transferts est suivi, ce qui permet d'associer des fonctions de visibilité au moniteur de transfert de fichiers Transfer CFT. L'ensemble de ces fonctionnalités permet aux utilisateurs de faire face à des contraintes réglementaires de type « Sarbanes-Oxley » et des contraintes professionnelles de types contrat de niveau de service (Service Level Agreement).

## Fonctionnement
Chaque site souhaitant échanger un fichier est appelé un partenaire. Chaque partenaire CFT, quelle que soit la plate-forme (Windows {NT/XP/Vista/7}, Unix/Linux, VMS, MVS, GCOS, NetWare,  System i {AS400/iseries}, HP 3000, HP NonStop (Tandem)) s'appuie sur une table des partenaires distants pour effectuer les transferts de fichiers. Tout partenaire CFT voulant envoyer ou recevoir des données d'un autre partenaire doit le déclarer dans cette table appelée « le fichier des partenaires » ou annuaire CFT.
À chaque partenaire CFT sont rattachées un certain nombre d'ADL (Adresse Logique), ces ADL permettent d'identifier des applications, des utilisateurs, ou même des imprimantes. De cette manière, CFT sait en fonction de l'ADL émettrice et en fonction de l'ADL réceptrice où implanter et comment nommer le fichier sur le serveur récepteur. 
Afin d'échanger des fichiers, CFT doit être installé sur chaque plate-forme. Une plate-forme qui souhaite envoyer un fichier vers un partenaire distant envoie une requête sur le réseau en précisant la plate-forme distante via son nom de partenaire. CFT fonctionne alors en mode demandeur émetteur. Lorsque le partenaire distant reçoit la requête, il vérifie que celle-ci lui est bien destinée puis crée un enregistrement dans son catalogue local qui recense la liste des traitements (traités en mode FIFO). Lorsque vient le tour de la requête, le partenaire distant établit un protocole de connexion avec le partenaire émetteur, et l'avertit qu'il est prêt à recevoir. Le serveur émetteur envoie le contenu du fichier que le serveur récepteur recopie vers un répertoire local. Ce n'est donc pas le serveur émetteur qui décide de l'endroit où va être écrit le fichier sur le serveur distant. Il ne peut non plus obliger le serveur distant à réceptionner les données (ce dernier peut être engorgé par exemple). À tout moment, CFT signale l'état de chaque transfert, s'il est en attente, en cours, abandonné ou terminé correctement, ce qui garantit le bon acheminement des données.
CFT peut aussi commuter des transferts, c’est-à-dire retransmettre des données, pour le compte d'un ou plusieurs partenaires. Par exemple, pour faire communiquer des partenaires CFT de deux réseaux distincts, il suffit de placer une plate-forme CFT en passerelle entre les deux. L'émetteur déclare que le partenaire se trouve derrière la passerelle. À chaque transfert, la passerelle reçoit le fichier, puis initie un autre transfert vers le destinataire. Afin d'assurer que le destinataire final a bien reçu les données, il convient qu'il envoie un message d'acquittement qui fera le trajet inverse.
Il est généralement conseillé de confier la gestion des annuaires CFT (nommage, mise à disposition des annuaires) à l'entité d'administration du réseau.
CFT est un produit sous licence d'utilisation. Il s'utilise avec une clé logicielle qui limite l'usage de CFT à un type de machine donné et à un nombre maximum de transferts simultanés.
L'outil Open Source de monitoring de transfert de fichiers Waarp fut créé pour pallier les limites de performances de la passerelle propriétaire CFT et supporter plus de 10 000 transferts par jour dans le cadre de la plate-forme d'archivage de la DGFIP (Ministère des Finances à Bercy).